# Atletik under sommer-OL 2020 - 400 meter løb (herrer)
Mændenes 400 meter ved sommer-OL 2020 i Tokyo afholdes på Japans nationalstadion mellem 1. og 5. august.

## Resultater

### Indledende heats
Kvalifikationsregel: De første tre atleter i hvert heat (Q) plus de seks hurtigste ellers (q) kvalificerede sig til semifinalene.

#### Heat 1
| Placering | Bane | Udøvere            | Nation     | Reaktion | Tid   | Kommentarer |
| --------- | ---- | ------------------ | ---------- | -------- | ----- | ----------- |
| 1         | 9    | Isaac Makwala      | Botswana   | 0,197    | 44,86 | Q           |
| 2         | 5    | Kirani James       | Grenada    | 0,160    | 45,09 | Q           |
| 3         | 8    | Jonathan Sacoor    | Belgien    | 0,151    | 45,41 | Q           |
| 4         | 3    | Demish Gaye        | Jamaica    | 0,165    | 45,49 | q           |
| 5         | 6    | Alonzo Russell     | Bahamas    | 0,223    | 45,51 | q, SB       |
| 6         | 7    | Alex Beck          | Australien | 0,160    | 45,54 | SB          |
| 7         | 2    | Ricardo dos Santos | Portugal   | 0,140    | 46,83 |             |
| 8         | 4    | Bachir Mahamat     | Tchad      | 0,206    | 47,93 | SB          |

#### Heat 2
| Placering | Bane | Udøvere           | Nation        | Reaktion | Tid   | Kommentarer |
| --------- | ---- | ----------------- | ------------- | -------- | ----- | ----------- |
| 1         | 6    | Mazen Al-Yassin   | Saudi-Arabien | 0,163    | 45,16 | Q, PB       |
| 2         | 5    | Kevin Borlée      | Belgien       | 0,126    | 45,36 | Q, SB       |
| 3         | 7    | Ricky Petrucciani | Schweiz       | 0,168    | 45,64 | Q           |
| 4         | 9    | Randolph Ross     | USA           | 0,227    | 45,67 |             |
| 5         | 8    | Zakithi Nene      | Sydafrika     | 0,147    | 45,74 |             |
| 6         | 4    | Jhon Perlaza      | Colombia      | 0,159    | 46,55 |             |
| 7         | 2    | Pavel Maslák      | Tjekkiet      | 0,196    | 47,01 |             |
| 8         | 3    | Ahmed Al-Yaari    | Yemen         | 0,183    | 48,53 | SB          |

#### Heat 3
| Placering | Bane | Udøvere                | Nation             | Reaktion | Tid   | Kommentarer |
| --------- | ---- | ---------------------- | ------------------ | -------- | ----- | ----------- |
| 1         | 2    | Michael Cherry         | USA                | 0,178    | 44,82 | Q           |
| 2         | 9    | Jonathan Jones         | Barbados           | 0,181    | 45,04 | Q, SB       |
| 3         | 7    | Christopher Taylor     | Jamaica            | 0,151    | 45,20 | Q           |
| 4         | 6    | Dwight St. Hillaire    | Trinidad og Tobago | 0,176    | 45,41 | q           |
| 5         | 4    | Luka Janežič           | Slovenien          | 0,163    | 45,44 | q, SB       |
| 6         | 5    | Gilles Anthony Afoumba | Republikken Congo  | 0,199    | 46,03 | SB          |
| 7         | 8    | Lucas Carvalho         | Brasilien          | 0,172    | 46,12 |             |
| 8         | 3    | Mohammad Jahir Rayhan  | Bangladesh         | 0,170    | 48,29 | SB          |

#### Heat 4
| Placering | Bane | Udøvere           | Nation         | Reaktion | Tid   | Kommentarer |
| --------- | ---- | ----------------- | -------------- | -------- | ----- | ----------- |
| 1         | 3    | Anthony Zambrano  | Colombia       | 0,167    | 44,87 | Q           |
| 2         | 4    | Steven Solomon    | Australien     | 0,163    | 44,94 | Q, PB       |
| 3         | 7    | Wayde van Niekerk | Sydafrika      | 0,162    | 45,25 | Q           |
| 4         | 5    | Leungo Scotch     | Botswana       | 0,186    | 45,32 | q           |
| 5         | 9    | Davide Re         | Italien        | 0,171    | 45,46 | q, SB       |
| 6         | 6    | Julian Walsh      | Japan          | 0,146    | 46,57 |             |
| 7         | 2    | Jovan Stojoski    | Nordmakedonien | 0,184    | 46,81 | SB          |
|           | 8    | Emmanuel Korir    | Kenya          |          | DQ    | TR 16.8     |

#### Heat 5
| Placering | Bane | Udøvere         | Nation             | Reaktion | Tid     | Kommentarer |
| --------- | ---- | --------------- | ------------------ | -------- | ------- | ----------- |
| 1         | 2    | Steven Gardiner | Bahamas            | 0,163    | 45,05   | Q           |
| 2         | 3    | Deon Lendore    | Trinidad og Tobago | 0,203    | 45,14   | Q           |
| 3         | 9    | Jochem Dobber   | Holland            | 0,179    | 45,54   | Q           |
| 4         | 4    | Nathon Allen    | Jamaica            | 0,138    | 46,12   |             |
| 5         | 5    | Sadam Koumi     | Sudan              | 0,143    | 46,26   | SB          |
| 6         | 6    | Marvin Schlegel | Tyskland           | 0,200    | 46,39   |             |
| 7         | 7    | Mikhail Litvin  | Kasakhstan         | 0,210    | 47,15   | SB          |
| 8         | 8    | Karol Zalewski  | Polen              | 0,154    | 2:15.38 |             |

#### Heat 6
| Placering | Bane | Udøvere             | Nation             | Reaktion | Tid   | Kommentarer |
| --------- | ---- | ------------------- | ------------------ | -------- | ----- | ----------- |
| 1         | 4    | Liemarvin Bonevacia | Holland            | 0,171    | 44,95 | Q           |
| 2         | 6    | Michael Norman      | USA                | 0,157    | 45,35 | Q           |
| 3         | 8    | Machel Cedenio      | Trinidad og Tobago | 0,218    | 45,56 | Q           |
| 4         | 9    | Edoardo Scotti      | Italien            | 0,169    | 45,71 |             |
| 5         | 7    | Thapelo Phora       | Sydafrika          | 0,150    | 45,83 | SB          |
| 6         | 5    | Taha Hussein Yaseen | Irak               | 0,144    | 46,00 | SB          |
| 7         | 3    | Oscar Husillos      | Spanien            | 0,147    | 48,05 |             |
| 8         | 2    | Todisoa Rabearison  | Madagaskar         | 0,196    | 48,40 | SB          |

### Semifinaler
Kvalifiseringsregel: De to første utøverne i hvert heat (Q) pluss de to raskeste ellers (q) kvalifiserte seg til finalen.

#### Semifinale 1
| Placering | Bane | Udøvere             | Nation             | Reaktion | Tid   | Kommentarer |
| --------- | ---- | ------------------- | ------------------ | -------- | ----- | ----------- |
| 1         | 5    | Kirani James        | Grenada            | 0,160    | 43.88 | Q, SB       |
| 2         | 6    | Anthony Zambrano    | Colombia           | 0,175    | 43.93 | Q, AR       |
| 3         | 4    | Liemarvin Bonevacia | Holland            | 0,160    | 44,62 | q, NR       |
| 4         | 7    | Deon Lendore        | Trinidad og Tobago | 0,193    | 44,93 |             |
| 5         | 3    | Davide Re           | Italien            | 0,157    | 44,94 | SB          |
| 6         | 9    | Ricky Petrucciani   | Schweiz            | 0,140    | 45,26 |             |
| 7         | 2    | Luka Janežič        | Slovenien          | 0,152    | 45,36 | SB          |
| 8         | 8    | Jonathan Sacoor     | Belgien            | 0,136    | 45,88 |             |

#### Semifinale 2
| Placering | Bane | Udøvere            | Nation             | Reaktion | Tid   | Kommentarer |
| --------- | ---- | ------------------ | ------------------ | -------- | ----- | ----------- |
| 1         | 6    | Michael Cherry     | USA                | 0,162    | 44,44 | Q           |
| 2         | 8    | Christopher Taylor | Jamaica            | 0,164    | 44,92 | Q, SB       |
| 3         | 5    | Steven Solomon     | Australien         | 0,168    | 45,15 |             |
| 4         | 4    | Mazen Al-Yassin    | Saudi-Arabien      | 0,154    | 45,37 |             |
| 5         | 2    | Leungo Scotch      | Botswana           | 0,178    | 45,56 |             |
| 6         | 9    | Machel Cedenio     | Trinidad og Tobago | 0,182    | 45,86 |             |
| 7         | 3    | Alonzo Russell     | Bahamas            | 0,169    | 46,04 |             |
|           | 7    | Kevin Borlée       | Belgien            |          | DNS   |             |

#### Semifinale 3
| Placering | Bane | Udøvere             | Nation             | Reaktion | Tid   | Kommentarer |
| --------- | ---- | ------------------- | ------------------ | -------- | ----- | ----------- |
| 1         | 6    | Steven Gardiner     | Bahamas            | 0,152    | 44,14 | Q, SB       |
| 2         | 7    | Michael Norman      | USA                | 0,156    | 44,52 | Q           |
| 3         | 4    | Isaac Makwala       | Botswana           | 0,197    | 44,59 | q           |
| 4         | 3    | Demish Gaye         | Jamaica            | 0,155    | 45,09 | SB          |
| 5         | 8    | Wayde van Niekerk   | Sydafrika          | 0,381    | 45,48 |             |
| 6         | 9    | Jochem Dobber       | Holland            | 0,191    | 45,48 |             |
| 7         | 2    | Dwight St. Hillaire | Trinidad og Tobago | 0,153    | 45,58 |             |
| 8         | 5    | Jonathan Jones      | Barbados           | 0,159    | 45,61 |             |

### Finale
Resultatene var som følger:
| Placering                        | Bane | Udøvere             | Nation   | Reaktion | Tid   | Kommentarer |
| -------------------------------- | ---- | ------------------- | -------- | -------- | ----- | ----------- |
| 1                                | 7    | Steven Gardiner     | Bahamas  | 0,179    | 43,85 | SB          |
| 2. plads, sølvmedaljemodtager(e) | 5    | Anthony Zambrano    | Colombia | 0,166    | 44,08 |             |
| 3                                | 4    | Kirani James        | Grenada  | 0,157    | 44,19 |             |
| 4                                | 6    | Michael Cherry      | USA      | 0,179    | 44,21 | PB          |
| 5                                | 8    | Michael Norman      | USA      | 0,148    | 44,31 |             |
| 6                                | 9    | Christopher Taylor  | Jamaica  | 0,158    | 44,79 | PB          |
| 7                                | 2    | Isaac Makwala       | Botswana | 0,167    | 44,94 |             |
| 8                                | 3    | Liemarvin Bonevacia | Holland  | 0,168    | 45,07 |             |